# 美國承認耶路撒冷為以色列首都
2017年12月6日，美国总统唐納·川普宣布美国承认耶路撒冷为以色列首都，下令计划将美國駐以色列大使館从特拉维夫搬到耶路撒冷 。以色列总理本雅明·内塔尼亚胡对此表示欢迎决定并赞扬总统的声明。8日，美国国务卿雷克斯·蒂勒森澄清，总统的声明“没有任何指明耶路撒冷最终地位的意思”，表示“包括边界在内的最终地位很明显要留待双方谈判后再决定。”
大多數國家領袖反對川普的決定。12月7日，联合国安全理事会召开会议，除美国之外的14名成员国皆谴责特朗普的决定，但该动议被美国否决。英国、法国、瑞典、意大利和日本等国家批评特朗普的决定。其他国家支持搬迁，其中危地马拉表示会跟随美国搬迁大使馆；巴拉圭、捷克、罗马尼亚和洪都拉斯正考虑搬迁。歐洲聯盟委員會外交和安全政策高級代表费代丽卡·莫盖里尼表示，欧盟成员国政府对耶路撒冷问题的态度一致，重申他们致力于维持东耶路撒冷是巴勒斯坦国的首都的决定。
巴勒斯坦官员在公告中表示使美国失去了和平谈判的资格，哈马斯在特朗普发布声明后呼吁发动新的起义。公告发布后，约旦河西岸地区和加沙地带及伊朗、约旦、突尼斯、索马里、也门、马来西亚和印度尼西亚以及美國駐德國大使館门外爆发示威。 2017年12月25日，萨拉菲运动从加沙地带向以色列发射了30枚火箭弹，近一半命中加沙地带内部。两枚炮弹在亚实基伦和斯德洛特造成轻微的财产损失，哈马斯围捕了实施行动的萨拉菲派成员。
2018年2月23日，美国国务院宣布大使馆新馆有望在5月落成。新的大使馆于2018年5月14日正式开放，适逢《以色列独立宣言》发表70周年。搬迁后使馆的地点在西耶路撒冷亚罗纳区的美国总领事馆旧址。32个国家的代表出席了大使馆揭幕仪式，包括欧盟成员国奥地利、捷克和罗马尼亚。

## 背景

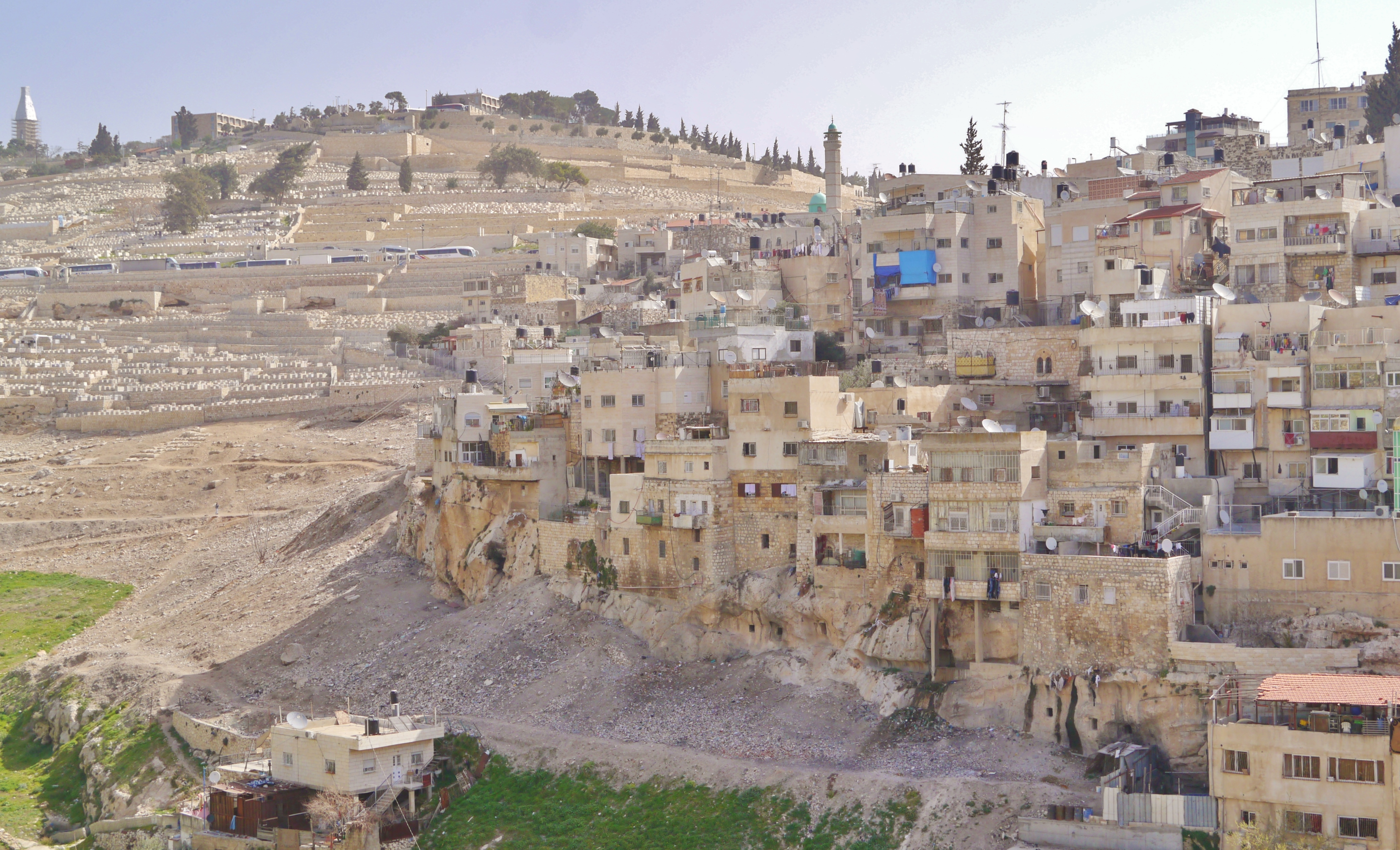
1967年，以色列在六日战争中占领东耶路撒冷，1980年吞并该地区

1949年以色列国成立后， 美国承认新国家，但希望为耶路撒冷建立国际制度，通过谈判解决其最终地位。美国在1949年反对以色列宣布耶路撒冷为首都，并反对约旦在1950年计划将耶路撒冷为宣布的第二个首都。1967年战争后，美国还反对以色列併吞东耶路撒冷。美国的官方立场是，耶路撒冷的未来应透过谈判解决。之后的政府一项坚持该立场，也就是耶路撒冷的未来不会是有损谈判的单方面行动，像是把美国大使馆从特拉维夫搬到耶路撒冷的主题。
1992年选举总统期间，比尔·克林顿承诺政府会“支持耶路撒冷为以色列国的首都”，批评总统乔治·H·W·布什“多次挑战以色列统一耶路撒冷的主权”。然而，1993年签署《奥斯陆协定》时，克林顿政府并未继续他们的计划，以免扰乱以色列和巴勒斯坦人之间的谈判。
1995年，国会通过《耶路撒冷使馆法案》，法案宣布“耶路撒冷应该被承认为以色列国的首都”。  法案还指出，美国大使馆应在五年内迁往耶路撒冷。  一些人认为立法获支持反映了美国国内政治生态。克林顿反对使馆法，并且每六个月签署一次豁免书。推迟法案执行。
2000年竞选期间，乔治·W·布什批评克林顿没有兑现搬迁大使馆的承诺，表示计划在当选后立即启动程序。然而，一旦上任，他便放弃了这个诺言。
2008年，民主党候选人巴拉克·奥巴马称耶路撒冷是“以色列首都”。2008年6月4日，在他获得民主党提名后发表第一份外交政策演讲中，奥巴马告诉美国以色列公共事务委员会：“耶路撒冷仍然是以色列的首都，必须保持不分割”。然而，他几乎立即退缩，表示：“好吧，很明显，这要由各方就这些问题的一系列来定夺。耶路撒冷会是谈判的一环。”
2016年美国总统大选期间，特朗普的其中一项竞选承诺是将美国驻以色列大使馆从特拉维夫迁至耶路撒冷 ，他称耶路撒冷是“犹太人民永远的首都”。  2017年6月1日，特朗普签署了《耶路撒冷大使馆法案》豁免书，将美国驻耶路撒冷大使馆的搬迁推迟半年，这是自1995年以来每位总统的必定动作。白宫表示，这有助于他们就以色列和巴勒斯坦之间的协议进行谈判，并承诺的行动将在稍后进行。

## 宣布
2017年12月6日，特朗普总统正式承认耶路撒冷为以色列首都，表示美国大使馆将从特拉维夫迁至耶路撒冷。在声明中，他没有提到东耶路撒冷是未来巴勒斯坦国的首都，但他确实表示美国的承认并未解决耶路撒冷边界争端。总统明确表示支持维持旧城内圣地的现状。  宣布之后，特朗普签署了豁免书，将行动推迟了至少半年。
特朗普宣布后，美国驻土耳其、约旦、德国和英国的大使馆向前往或住在这些国家的美国人发出安全警报。美国还向海外的美国人发出可能发生暴力抗议的一般警告。美国驻耶路撒冷领事馆限制政府雇员前往耶路撒冷旧城。美国驻约旦大使馆禁止员工离开首都，大使馆员工的子女被告知放学要回家。

### 国务院的评论
国务卿雷克斯·蒂勒森后来澄清说，总统的声明“并未表明耶路撒冷的任何最终地位”，“包括边界在内的最终地位很明显要留待双方谈判和决定”。 美国国务院官员12月8日表示，美国对耶路撒冷的处理方式不会立刻发生变化，其中不在耶路撒冷出生公民的护照本上列出国家。

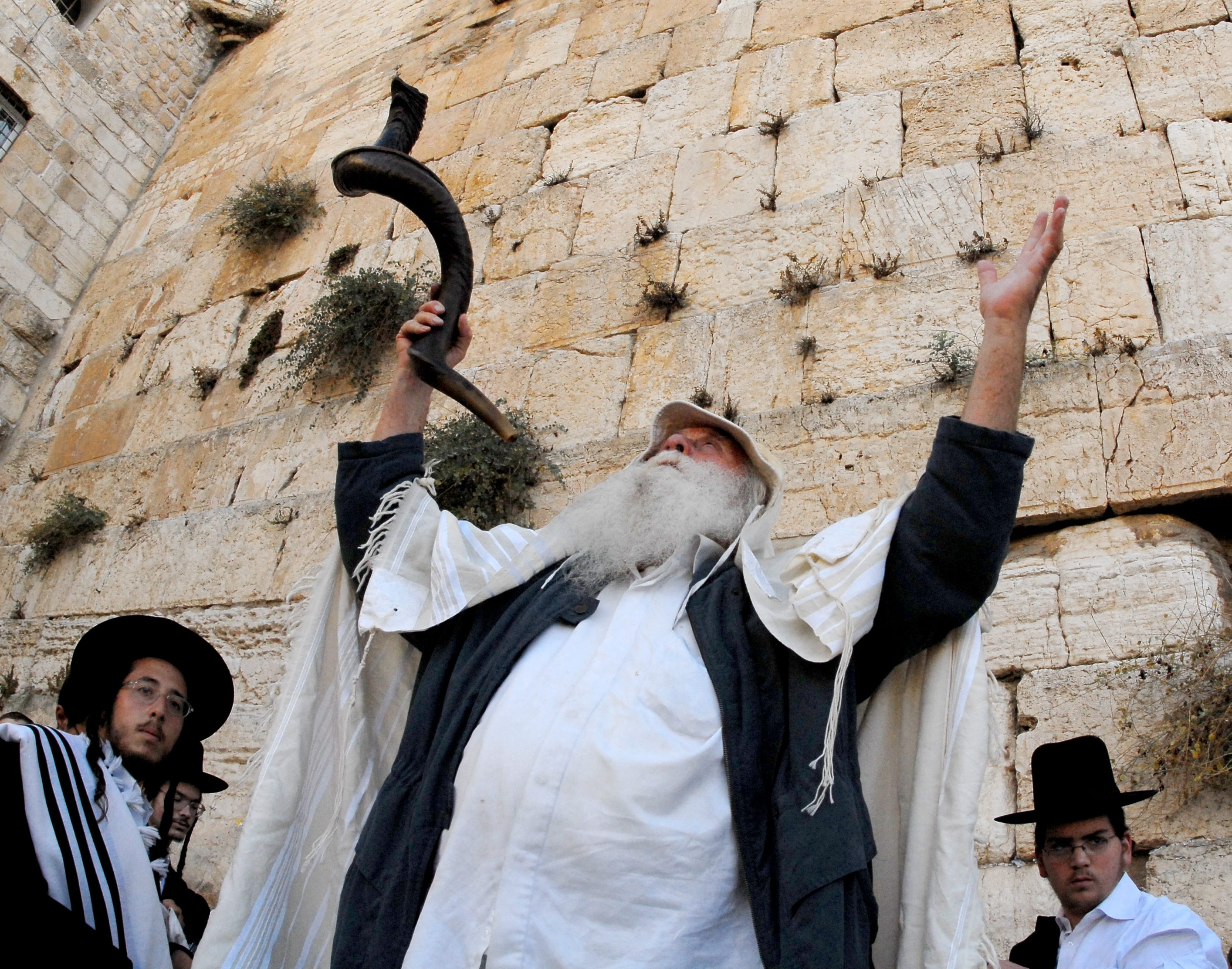
以色列猶太人在西墙祈祷

当被问到西墙在哪个国家时，国务院发言人希瑟·奈特说：“我们在整体边界上没有采取任何立场。我们承认耶路撒冷是以色列的首都。”

### 美国国内反应

#### 前美国驻以色列大使
11位前美国驻以色列大使中，有9位批评特朗普的政策变化。1959年到1961年担任驻以色列大使的奥格登·里德是例外，他认为该决定正确的决定”。而1997年至1999年担任大使的爱德华·沃克也支持承认决议：“这确实是一个关于以色列国和巴勒斯坦最终国家界限和边界的问题。”丹尼尔·库尔策认为美国在国际上被孤立，理查德·琼斯表示担心搬迁会进一步将助长暴力。部分前任大使，如马丁·英迪克表示，他们愿意承认西耶路撒冷是以色列的首都，只要以色列同意减缓定居点建设并承认东耶路撒冷为巴勒斯坦首都。

#### 美国基督教组织
美国基督教组织的观点存在分歧，代表38种不同教派的全国教会理事会发表声明称，政策的变化可能会加剧地区冲突，损害民众生命，但右翼福音主義组织自由律师支持决定。  决定也得到了一些保守主义美国福音派组织和领导人的支持，其中包括美国驻以色列基督教领袖傑瑞·法威爾和麥克·赫卡比。特朗普的福音顾问约翰尼·穆尔表示公告履行了特朗普对福音派选民的竞选承诺。决议也受到基督徒和犹太人国际团契的创始人拉比耶·基尔埃克斯坦的欢迎。

#### 美国犹太组织
大多数著名的美国犹太组织对此举表示欢迎， 包括由51个国家犹太组织以及其若干成员组织组成的美国主要犹太组织首腦会议、美国以色列公共事务委员会、北美犹太人联合会、美国犹太人大会、美国犹太人委员会、哈达萨、美国东正教犹太人联盟和全国以色列青年理事会。犹太教保守派运动的美国、以色列和全球分支机构也欢迎美国承认耶路撒冷是以色列的首都。  是美国最大的猶太教正統派伞式代表组织正统联盟感谢特朗普“开始美国大使馆迁往耶路撒冷的进程”。
反誹謗聯盟表示认可“很重要，早就应该出现”，同时继续表示支持兩國方案。美国以色列公共事务委员会表示支持“不分割的耶路撒冷”，但也表示将美国大使馆迁往耶路撒冷不会“预先判断以色列和巴勒斯坦和平进程的结果”。美国犹太复国主义组织负责人莫顿·克莱恩说，特朗普“终于认识到了这一点”。西蒙·維森塔爾中心表示特朗普的声明“将纠正历史性的错误”。  公告也受到共和党犹太人联盟的欢迎。
猶太教改革派认为决定，“不合时宜”，会“加剧冲突”，但也宣称“耶路撒冷是犹太人民和以色列国的永恒之都”，“赞同总统的信念，即大使馆应该在适当的时候从特拉维夫搬到耶路撒冷。”  美国犹太民主委员会同样表示支持以色列是一个不可分割的首都，批评特朗普忽视“有意义地支持巴勒斯坦人和以色列人之间的和平”。左翼中东政策组J街表示，时机“过早而分裂”。J街、新以色列基金和犹太复国主义改革派组织Ameinu表示担心此举将破坏中东的和平努力，可能会诱发暴力行动。

#### 美国其他团体
2017年12月，北美各地的130多名犹太学者批评了特朗普政府决定，呼吁美国政府采取行动缓和紧张局势，“澄清巴勒斯坦人对耶路撒冷未来的合法利益”。  据《国土报》，学者中有许多人批评特朗普政府和现任以色列政府。
美国穆斯林的民间利益團體，包括美国伊斯兰关系委员会和穆斯林公共事务委员会反对搬迁政策。12月5日，穆斯林、宗教间和人权组织在白宫外举行抗议活动。

## 以色列和巴勒斯坦的回应

### 以色列

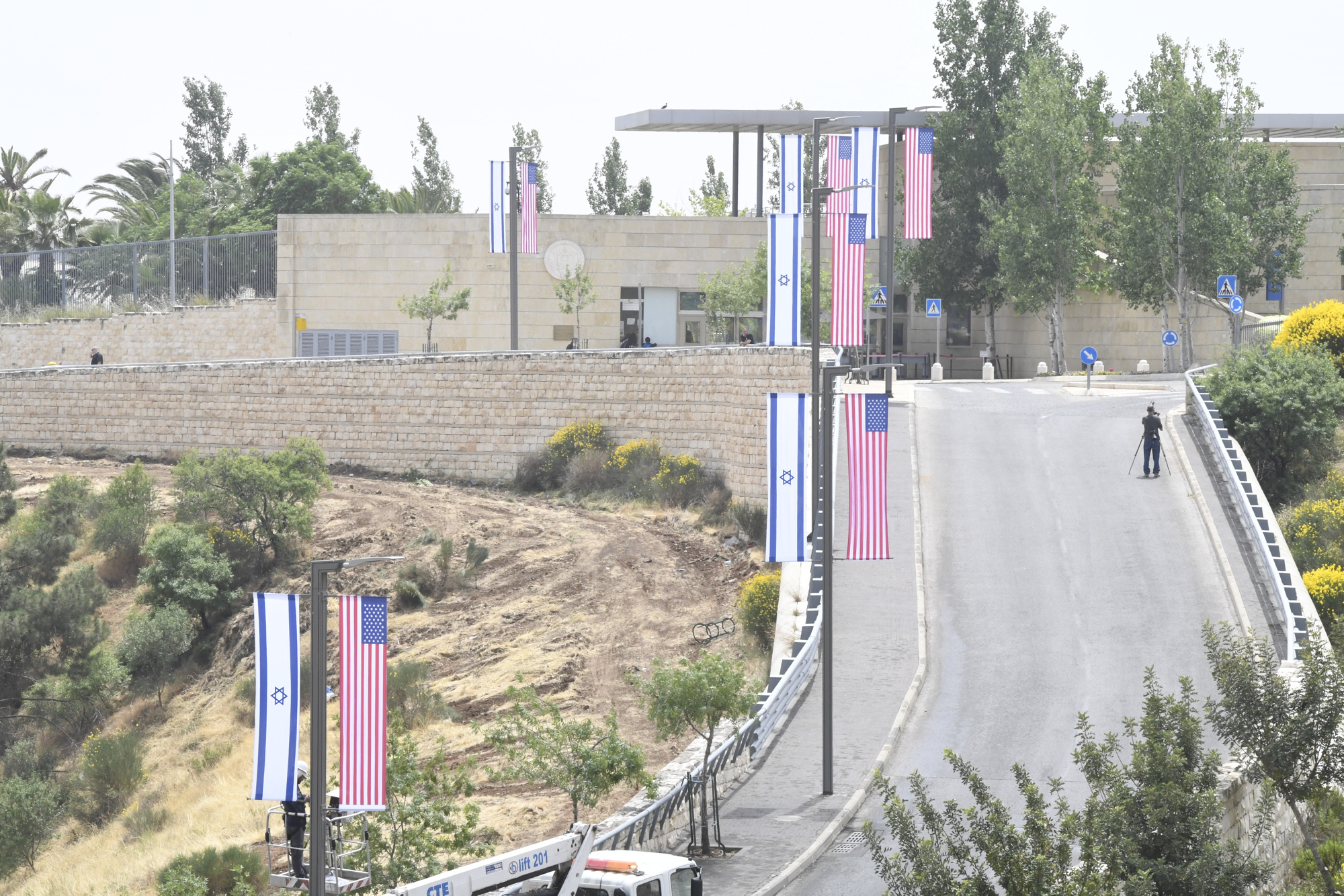
美国大使馆门前，摄于2018年5月7日

12月6日，特朗普发表声明后不久，以色列总理本雅明·内塔尼亚胡表示，这一宣布是“历史性的里程碑”，称赞这一决定是“勇敢、公正”。内塔尼亚胡发表讲话时说，“不把耶路撒冷看成以色列首都就不能讲和平”，补充说耶路撒冷“已成为以色列近70年的首都”。  后来他表示，已经听到人们谴责声明，但“没有听到任何人谴责来袭以色列的火箭射击及对我们的可怕煽动”。
消息深受议会未来党、犹太人家园、以色列是我们的家园等左右翼和中间政党的利库德集团成员支持。艾萨克·赫尔佐格称之为“历史正义行动”，但也表示下一步是要“实现两国的愿景”。相比之下，宗教犹太复国主义政党犹太人家园的巴扎勒·斯莫特里奇（Bezalel Smotrich）在声明发表后表示：“30年来，我们落入了巴勒斯坦国布置的现实解决方案陷阱，是时候重新思考”。最近当选錫安主義聯盟的阿维·盖比也支持特朗普的宣布，表示承认耶路撒冷是以色列的首都比和平协议更为重要。
以色列副教育部长、聖經猶太教聯盟的梅尔·波鲁什说，在“ 朱迪亚-撒马利亚区部分地段和耶路撒冷盖住房，比毫无意义的宣言更要紧”。同属该党的伊色列·艾希勒观点类似，认为“宁愿为耶路撒冷的年轻夫妇建1000间房子，也不要一幢美国大使馆大楼。”相反，左翼梅雷兹党表示，只有以东耶路撒冷为首都的巴勒斯坦国成立，才能承认耶路撒冷，特朗普的声明“事实上背叛了犹太复国主义的异象和以色列国已确立的价值观”。
聯合阿拉伯名單党员哈民·佐阿比和艾曼·奥德赫认为美国不能再担任和平调解人。奥德说，“特朗普是纵火狂，他的疯狂会让整个地区火上浇油”。

### 巴勒斯坦政府和哈马斯
巴勒斯坦官员表示，声明使美国失去了和平谈判的资格。  巴勒斯坦总理拉米·哈马达拉表示，政策变化“破坏了和平进程”。巴勒斯坦总统马哈茂德·阿巴斯发表讲话说，决定意味着美国“放弃了作为和平调解人的角色”。巴勒斯坦外交部长利马德·马利基同样表示，美国已成为争议的一方，不能再在和平进程中充当调解人。阿德南·侯赛尼要求伊斯兰合作组织承认耶路撒冷是巴勒斯坦的首都。
哈马斯呼吁进行新的起义，但相比之下耶路撒冷境内巴勒斯坦人反应较弱。  东耶路撒冷、约旦河西岸和加沙地带爆发抗议活动，巴勒斯坦人烧毁了特朗普的肖像，并撕毁了萨勒曼·本·阿卜杜勒-阿齐兹·阿勒沙特和穆罕默德·本·萨勒曼·本·阿卜杜勒-阿齐兹·阿勒沙特照片，抗议使馆搬迁。  以色列军方估计12月8日的抗议活动中，西岸和加沙地带分别有3000人和4500人参加。
耶路撒冷的公告激发了社会活动人士艾哈迈德·阿布·阿特玛（Ahmed Abu Artema）在Facebook中提出伟大的回归抗议活动大纲。  按照行动纲要，2018年3月下旬，多个巴勒斯坦人营地在加沙地带的边境围栏抗议，要求让巴勒斯坦难民和他们的后代回到以前在以色列的家中，结束对加沙地带的封锁，拒绝耶路撒冷是以色列首都的认可。  5月14日新大使馆揭幕当天，抗议升级，造成64人死亡。

### 耶路撒冷基督教会
2017年12月6日， 耶路撒冷希腊东正教教会首席主教狄奥斐卢斯三世，是耶路撒冷公认的资深基督徒界人士，他和圣地其他十二位教会领袖致函警告特朗普，说他的举动“在耶路撒冷和圣地增加仇恨、冲突、暴力和痛苦，使我们离团结越来越遥远，深陷于破坏性的分裂”。除了狄奥斐卢斯三世、耶路撒冷的叙利亚、亚美尼亚、埃塞俄比亚和科普特东正教主教以及耶路撒冷罗马天主教会的宗座署理（耶路撒冷的拉丁宗主教 ）也签署这封信。圣地保管人、默基特希臘禮天主教會大主教、马龙尼礼教会、亚美尼亚天主教和叙利亚天主教教会及福音派路德教会也有份签署。

## 国际回应
特朗普的决定受到世界各国领导人的广泛谴责。英国、德国、意大利和法国等欧洲盟友表示反对。但另一方面，罗马尼亚拒绝遵循欧盟的立场，并表示可能将其大使馆迁至耶路撒冷。
教宗方济各请求所有国家继续“尊重城市的现状”。中国敦促各方注意中东紧张局势升级。

### 联合国

#### 声明前夕
特朗普声明前不久，联合国大会于2017年11月，以151票赞成，6票反对，9票弃权通过一项决议。决议指出，“占领国以色列在圣城推行法律、司法和行政的任何行动都是非法的，也是无效的。强调各国必须避免采取挑衅行动，特别是在宗教和文化敏感地段。呼吁尊重耶路撒冷圣地的历史现状”。在六项针对巴勒斯坦和中东的决议中，该决议是其中一个。

#### 安理会
联合国安理会12月7日就谴责特朗普的决议进行投票，尽管得到了安理会14个成员国的支持，但因美国否决，没能通过。玻利维亚、英国、埃及、法国、意大利、塞内加尔、瑞典和乌拉圭要求召开紧急会议。美国特使妮基·黑利称联合国是“世界上最重要的敌对中心”。英国、法国、瑞典、意大利和日本是在紧急会议上批评特朗普的决议。12月18日，安理会就撤回认可声明的决议进行表决，最终在美国的否决下，以14-1告终。

#### 大会
2017年12月21日，联合国大会128票赞同、9票反对、35票弃权和21票缺席通过联合国大会第A/RES/ES-10/19号决议 ，谴责美国承认耶路撒冷是以色列首都地位的声明，责成其他国家不在耶路撒冷设立外交办事处。美国的北约盟国都反对该决议，29个国家中有25个投赞同票。

### 欧洲

#### 欧洲联盟
歐盟外交和安全政策高級代表（外交政策负责人）费代丽卡·莫盖里尼强调，欧盟各成员国政府都在耶路撒冷问题上团结一致，重申他们对巴勒斯坦国以东耶路撒冷为首都的承诺。莫盖里尼说，城市的最终地位存在争议时，不应将大使馆迁至耶路撒冷。她还指出，根据1980年联合国安理会决议 ，以色列吞并东耶路撒冷违反国际法。12月11日，莫格里尼又表示欧洲国家不会将他们的大使馆迁往耶路撒冷。
然而，奥地利、罗马尼亚、匈牙利和捷克无视欧盟的正式立场，出席了美国驻耶路撒冷大使馆揭幕礼的正式招待会。此外，阿尔巴尼亚、北马其顿、塞尔维亚和乌克兰等非欧盟国家也出席了开幕式。

#### 欧洲政党
特朗普对耶路撒冷的承认受到欧洲部分反伊斯兰政治家支持。捷克总统米洛什·泽曼认为欧洲的回应“懦弱”。反伊斯兰的荷兰自由党领袖吉尔特·威尔德斯说，“爱好自由的国家都应该将他们的使馆迁到耶路撒冷”，重申他对耶路撒冷不分裂的支持。奥地利自由党领袖海因茨 - 克里斯蒂安·斯特拉什同样表示希望将奥地利大使馆迁至耶路撒冷。

### 阿拉伯和穆斯林世界
沙特阿拉伯国王萨勒曼·本·阿卜杜勒-阿齐兹·阿勒沙特说，将美国大使馆迁往耶路撒冷将是对穆斯林的“公然挑衅”。沙特阿拉伯和埃及总统阿卜杜勒-法塔赫·塞西都对和平进程的可行性表示了类似的关切。约旦政府称特朗普违反了国际法和联合国宪章。土耳其总统雷杰普·塔伊普·埃尔多安称以色列为“恐怖主义国家”。
12月10日，阿拉伯联盟在开罗召开紧急会议。会谈结束后，联盟秘书长艾哈迈德·阿布勒·盖特发表声明称，美国政策的变化“违反国际法”，等同于“ 以色列占领合法化”。盖特还质疑美国对和平进程的承诺。
伊朗表示，美国的声明违反了国际决议，可能引发“新的起义”。黎巴嫩总统米歇尔·奥恩说，政策改变将破坏和平进程。卡塔尔外交部长穆罕默德·阿卜杜拉赫曼·阿勒萨尼称声明给“所有寻求和平的人判了死刑”。印度尼西亚总统佐科·維多多谴责决定，并要求美国“重新考虑”。
2017年12月13日，在伊斯坦布尔举行的伊斯兰合作组织会议期间，50多个穆斯林占多数的国家反对并谴责特朗普的决定，通过《关于耶路撒冷自由的伊斯坦布尔宣言》，呼吁全世界承认“以东耶路撒冷作为占领首都的独立巴勒斯坦国”。巴勒斯坦权力机构主席马哈茂德·阿巴斯在峰会上表示，美国有偏见，不再适合参与中东和平进程，当“公平谈判者”。虽然峰会没有对以色列或美国执行任何具体制裁，《纽约时报》却认为该声明是对特朗普决定的“最强烈反应”。伊斯兰合作组织敦促成员国加入阿拉伯联盟抵制以色列的行列。
亚美尼亚亞歷山大科普特正教會教皇塔瓦德罗斯二世取消了与美国副总统迈克·彭斯的会面，表示对美国决定的抗议。科普特教会发表声明称，特朗普的决定“没有考虑到数百万阿拉伯人民的感情”。

#### 圣战运动
世界各地的圣战运动呼吁进行武装斗争：基地组织北非分支发表声明，劝告所有战士将巴勒斯坦解放定位中心目标。克什米尔组织基地组织克什米尔分支呼吁世界各地的穆斯林袭击美国和以色列的大使馆，损害两国的经济利益。埃及哈斯姆运动呼吁起义。基地组织阿拉伯半岛分支呼吁穆斯林用金钱和武器支持巴勒斯坦人。阿富汗的塔利班称美国采取“反穆斯林偏见”的举动。总部设在索马里的青年党劝告穆斯林使用武器作出回应。
塔利班和什叶派极端主义领袖同样表示反对。伊斯兰国于12月8日发表回应，集中批评其他圣战组织和阿拉伯领导人。他们指责竞争对手将冲突政治化，服务个人议程，争辩以色列的阿拉伯邻国的失败，“就像手镯缠绕着手腕一样，缠绕着以色列，保护犹太人不被圣战者打击”。

### 中華人民共和国
历史上，中華人民共和国一直支持独立的巴勒斯坦以东耶路撒冷为首都，特朗普声明公布后，立场没有改变。声明过后，中華人民共和国官方媒体播出长篇大论，强调巴勒斯坦人抵制以及美国缺乏欧洲盟友对此举支持。报道还强调了中东“不稳定和不确定”的风险。分析人士认为，大使馆搬迁可能会迫使以色列在最终地位谈判中向巴勒斯坦人做出让步。中華人民共和國駐以色列大使館向旅客发出警告，留意以色列日益复杂和强烈的安全状况。

### 其他国家
委內瑞拉总统尼古拉斯·马杜罗在前往伊斯坦布尔主持不结盟运动首脑会议之前在国家电视台发表讲话，称公告是“非法宣言，绝对非法，我认为是非理性的。这是对阿拉伯人民和穆斯林人民的真正挑衅和战争宣言。”
声明公布之后，右翼犹太复国主义组织贝塔国际呼吁国际承认圣殿山、納布盧斯和希伯仑。
12月24日，危地马拉总统吉米·莫拉莱斯计划把瓜地馬拉駐以色列大使館搬迁到耶路撒冷。在美国大使馆搬迁两天后，危地马拉大使馆于5月16日搬迁。
多个国家直接对2018年5月14日美国驻以色列大使馆的揭幕作出直接回应。其中日本和马来西亚担心搬迁可能使紧张局势升级，俄罗斯和委内瑞拉补充说，此举与现有的国际协议相矛盾。
2018年12月15日，澳大利亚承认西耶路撒冷是以色列的首都。

## 示威和暴力
12月16日和17日周末，世界多地举行抗议活动。

### 以色列和巴勒斯坦

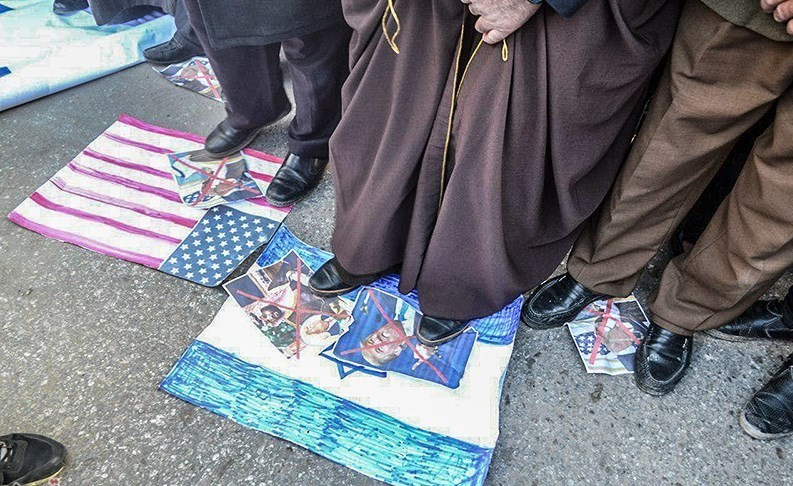
2017年12月9日，加沙的抗议

在伯利恒，宗教领袖关闭了聖誕教堂外的圣诞树灯三天，抗议特朗普的公布。拿撒勒缩减圣诞节庆祝活动，取消歌舞表演以示抗议。
西岸和加沙地带也有示威游行。截至2017年12月18日，9名巴勒斯坦人在冲突中丧生。  12月8日，两名抗议者在参加加沙边境围栏的骚乱时被击毙。一名14岁的巴勒斯坦男孩在抗议期间被橡皮子弹击中后严重受伤。
12月9日，以色列对加沙的火箭袭击作出反应，空袭了哈马斯军事设施，造成两名成员死亡。加沙卫生部报告说，空袭造成15人受伤。
12月10日，一名以色列警卫在耶路撒冷中央公交车站附近被一名巴勒斯坦人员刺成重伤。12月11日，以色列國防軍报告，两枚火箭弹从加沙地带向以色列发射。12月12日，巴勒斯坦伊斯兰圣战运动的两名武装分子在无人机袭击的爆炸中丧生，以色列国防军否认此事，后来的伊斯兰圣战声明声称这是一起事故。
以色列空军在12月14日凌晨的行动中瞄准了三处哈马斯军事设施，回应早些时候加沙的火箭弹袭击。加沙袭击当时，一枚炮弹落在艾什科尔地区委员会露天场地，两枚被击落，一枚落入加沙拜特哈农炸毁教室。巴勒斯坦的一名安全官员表示，以色列军方袭击的哈马斯地点受到严重破坏，附近的一些房屋遭受轻微破坏。
12月14日，以色列关闭与加沙的过境点之后，数万名巴勒斯坦人和武装分子参加在加沙举行的哈马斯集会。以色列国防军表示， “按照安全评估”，凯雷姆·沙洛姆过境点和埃雷兹检查站无限期关闭。
巴勒斯坦卫生部报道，在巴勒斯坦卫生部发生的暴力冲突中，四名巴勒斯坦人被杀，其中包括加沙的一名残障示威者，另有两人在西岸遇害，包括一名袭击以色列边防警察的袭击者。  有近400人在冲突中受伤。
12月22日巴勒斯坦卫生部称，冲突造成2名巴勒斯坦人丧生、120人受伤。以色列國防軍发表声明说，有2000名抗议者在加沙边境围栏上与部队对峙时，投掷石块和燃烧的轮胎。
2017年12月巴勒斯坦行动是自“保护边缘行动”以来对以色列的最密集的火箭弹袭击。截至2018年1月1日，加沙的巴勒斯坦武装分子向以色列发射了至少18枚火箭弹。以色列总理内塔尼亚胡，以色列国防军已作出回应，打击了40个哈马斯目标。以色列国防军参谋长加迪·艾森科特说，2017年12月弓发射了20枚火箭弹。
从加沙发射的大部分火箭并没有落在以色列境内，但有些炮弹落在斯德洛特和亚实基伦等居民区附近。以色列空袭了哈马斯在加沙的军事目标。《国土报》 报道，作为回应，哈马斯在加沙地带逮捕并可能折磨萨拉菲运动武装分子，以预防后续的火箭弹袭击。
1月11日，两名巴勒斯坦人在与以色列军队的冲突中丧生，分别是在加沙和约旦河西岸。以色列军方表示，暴乱者将他们在加沙军队置于加沙的危险。在其他情况下，军方表示军队在被石头袭击后向主要的闹事者开枪还击，尽管巴勒斯坦权力机构官员加桑声达哈拉斯（Ghassan Daghlas）称这是一次无端的攻击。自特朗普宣布以来，这使16名巴勒斯坦人和一名以色列人死亡。

### 穆斯林世界

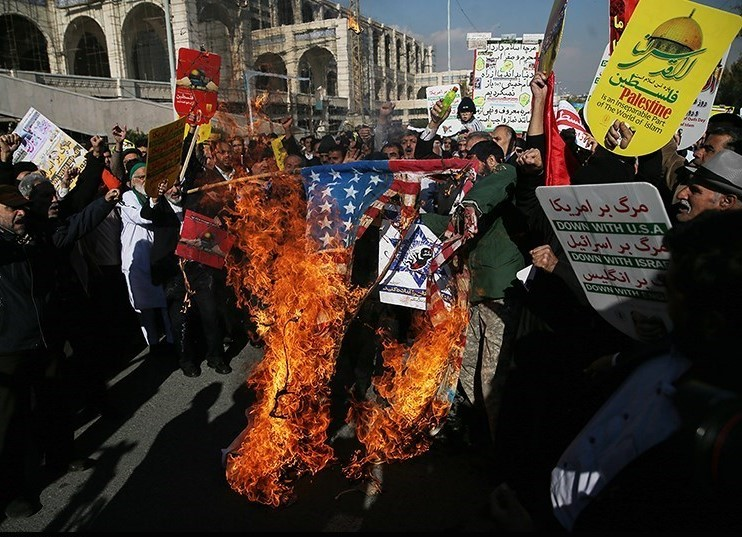
2017年12月13日伊朗德黑兰的抗议

公告宣布后，伊朗、约旦、突尼斯、索马里、也门、马来西亚和印度尼西亚都爆发示威活动。示威和冲突于12月10日继续进行。示威者在黎巴嫩首都贝鲁特附近的美国大使馆外与黎巴嫩安全部队爆发冲突。他们投掷石块和瓶子，遭到催泪弹和水枪还击。
数百人在美国驻阿曼大使馆外示威，要求关闭并驱逐约旦的美国代办。数千人在印度尼西亚首都雅加达的美国大使馆外示威。12月10日，数万人在摩洛哥首都拉巴特抗议。
12月11日，黎巴嫩真主党领导人哈桑·纳斯鲁拉表示，组织将再次关注以色列和巴勒斯坦事业。他敦促阿拉伯国家放弃和平进程，呼吁进行新的巴勒斯坦起义。同一天，数千名真主党支持者在贝鲁特示威，高呼“ 美国去死！以色列去死！“挥舞着巴勒斯坦和真主党的旗帜。
在贝鲁特集会上，数千名真主党支持者示威，高喊“美国去死”和“以色列去死”  数百名伊朗保守派人士反在德黑兰反对美国决定，播放音乐，高唱“美国是凶手”，“巴勒斯坦的母亲们正忍受着丧子之痛”和“美国去死”等歌词。
12月17日，印度尼西亚的不间断抗议活动踏入第10天12月17日雅加达，共有8万人出席。穆斯林神职人员呼吁抵制美国产品。印度尼西亚乌里玛委员会的穆斯林大主教安瓦尔·阿巴斯（Anwar Abbas）宣读了要求抵制的请愿书。
12月27日，伊朗政府成为首个通过承认耶路撒冷是巴勒斯坦首都的法案的穆斯林国家。

### 美国

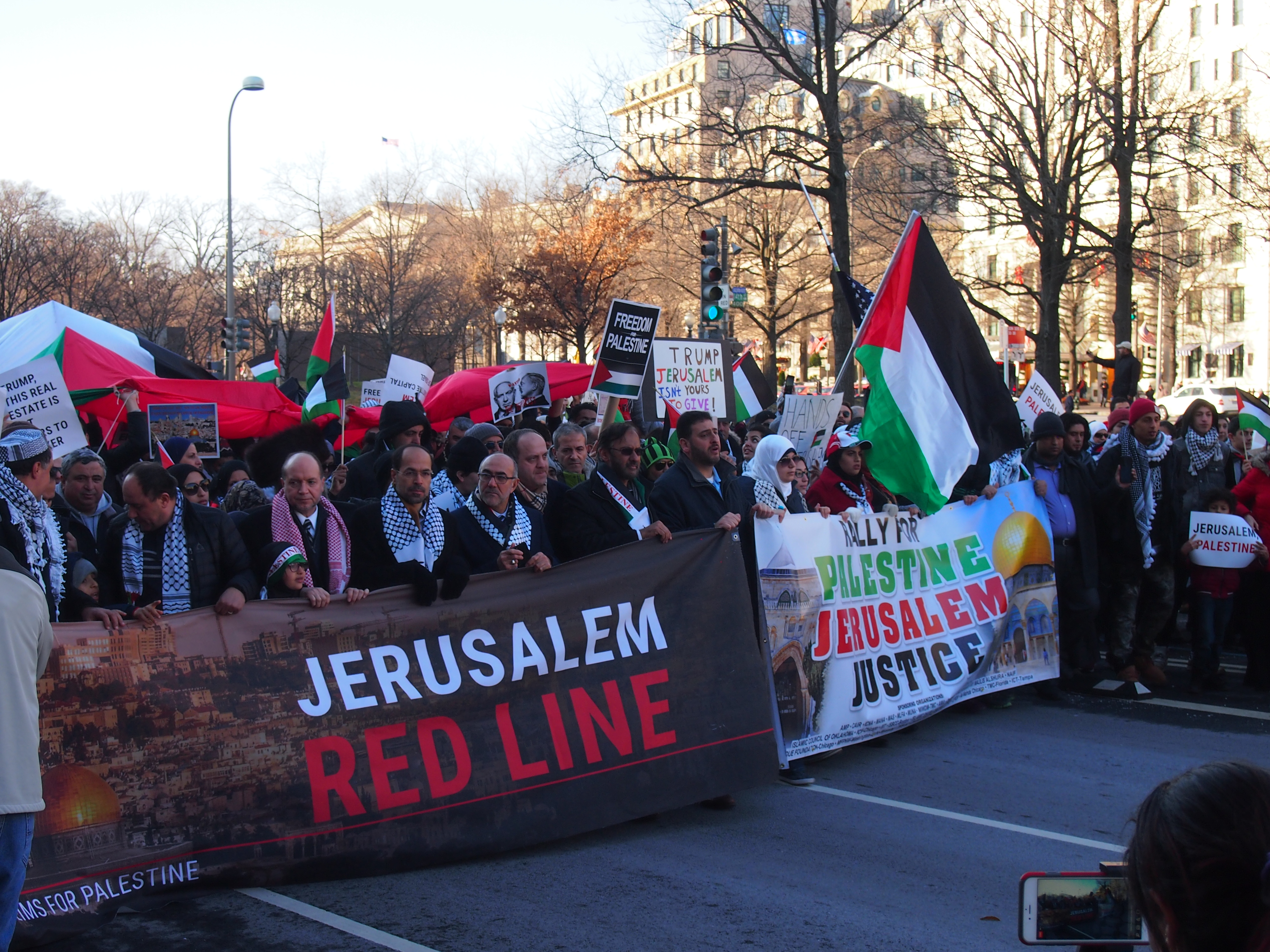
2017年12月16日美国华盛顿哥伦比亚特区的示威活动

为响应美国穆斯林组织的呼吁，数百名穆斯林参加了白宫外的星期五祈祷 。他们穿着巴勒斯坦阿拉伯方头巾或巴勒斯坦国旗颜色，举着标语，谴责以色列在东耶路撒冷和约旦河西岸的存在。
抗议者在时代广场反对决定，在他们旁边，数百名亲巴勒斯坦人士聚集在第七大道的人行道上集会。部分亲以色列的反抗议者也聚集在附近。据报道，双方出现对峙，相互推搡，其中一人被警方拘留。
一名曾在Facebook的伊斯兰国贴文下回复称赞的前海军陆战队计划圣诞节当天在旧金山39号码头恐怖袭击被逮捕。他表示，特朗普的决定是他策划袭击的原因之一。

### 欧洲
抗议者于12月8日聚集在美国驻海牙大使馆外，高呼反以色列和亲巴勒斯坦的口号。抗议者发表联合新闻稿，称特朗普的决定“违反政治、外交和道德价值观”。他们还表示，以“仇视伊斯兰、仇外、种族主义和民粹主义话语和边缘化而闻名”的特朗普做出这样的决定并不让人觉得奇怪。

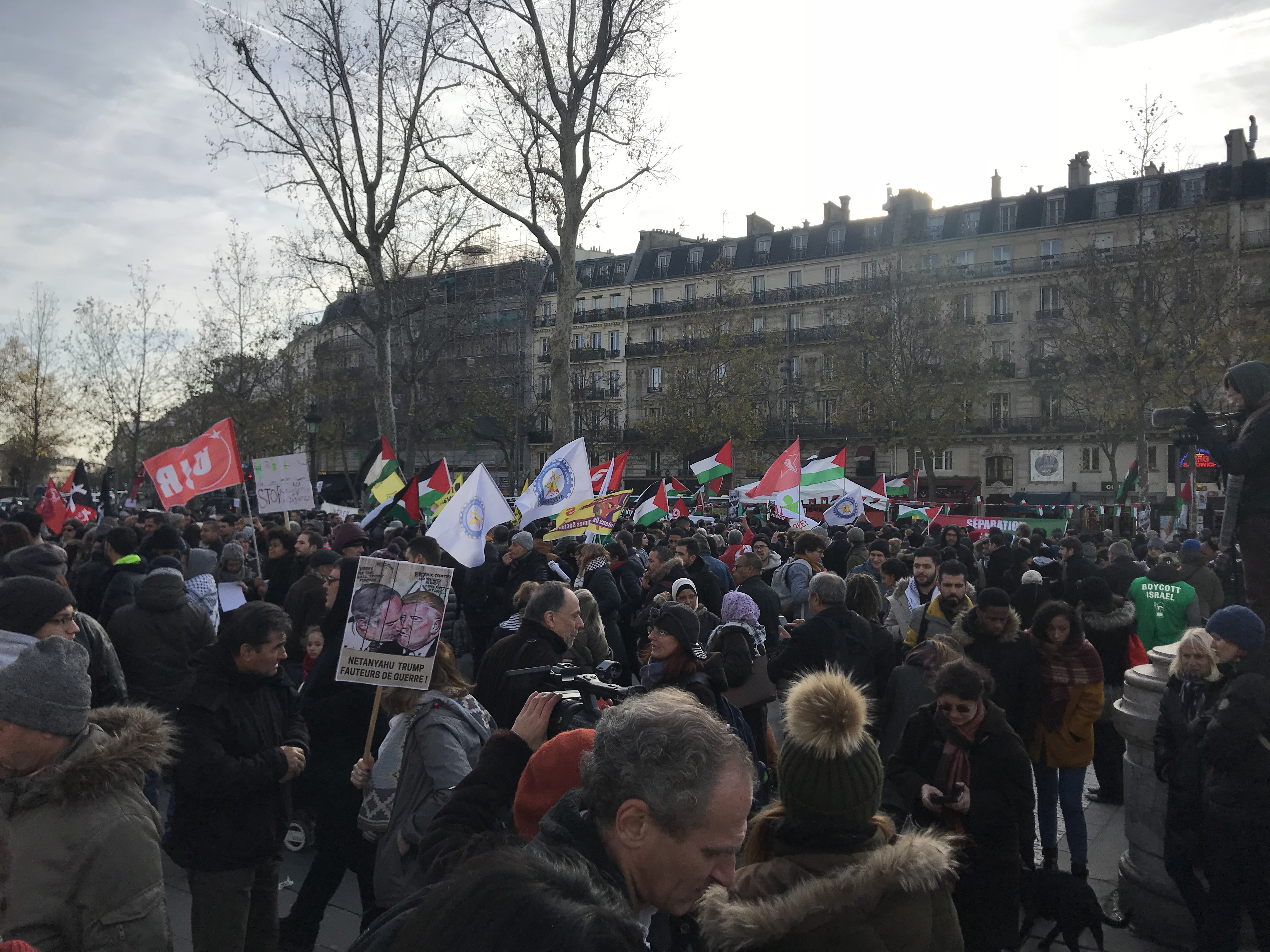
2017年12月9日法国巴黎的抗议

1000多名反以色列和反美抗议者柏林的勃兰登堡门外的美国大使馆抗议。12月10日，大约2,500名示威者游行穿过柏林的新克尔恩区，焚烧大卫之星旗帜。11人因涉嫌刑事犯罪被拘留。德国领导人谴责焚烧以色列标志。
同一天，数千人在伦敦的美国大使馆外抗议，组织者声称3000人出席活动，大喊亲巴勒斯坦口号。抗议活动还在曼彻斯特、布里斯托尔、伯明翰、诺丁汉、都柏林、贝尔法斯特和德里等城市举行。
12月8日在斯德哥尔摩举行的抗议活动中， 一面以色列国旗焚烧。  瑞典电台报道说，在马尔默的抗议活动，示威者大喊“我们宣布在马尔默发动起义。我们希望自由回归，我们将射杀犹太人。”
12月9日，十几名男子在哥德堡猶太會堂投掷燃烧瓶。当时大楼内的人藏在地下室，没有出现人员伤亡。事件在亲巴勒斯坦人抗议后发生。后来有三人因袭击而被捕。总理斯特凡·勒文和其他高级政治家谴责袭击。  12月11日， 马尔默的一处犹太人墓地的小教堂成了纵火袭击的目标。柏林、哥德堡和维也纳的抗议活动中，有人高唱反犹太人颂歌，包括《以色列去死》和《杀光犹太人》。

### 其他国家
加蓬国防部长艾蒂安·卡宾达·马加加（Etienne Kabinda Makaga）称，12月16日， 国家地理频道两名丹麦记者在利伯维尔被一名高喊“ 真主至大 ”的伊斯兰教徒用刀死伤。被捕的袭击者告诉警方，针对耶路撒冷是以色列首都的认可，他正对美国进行报复性袭击。

## 耶路撒冷大使馆搬迁

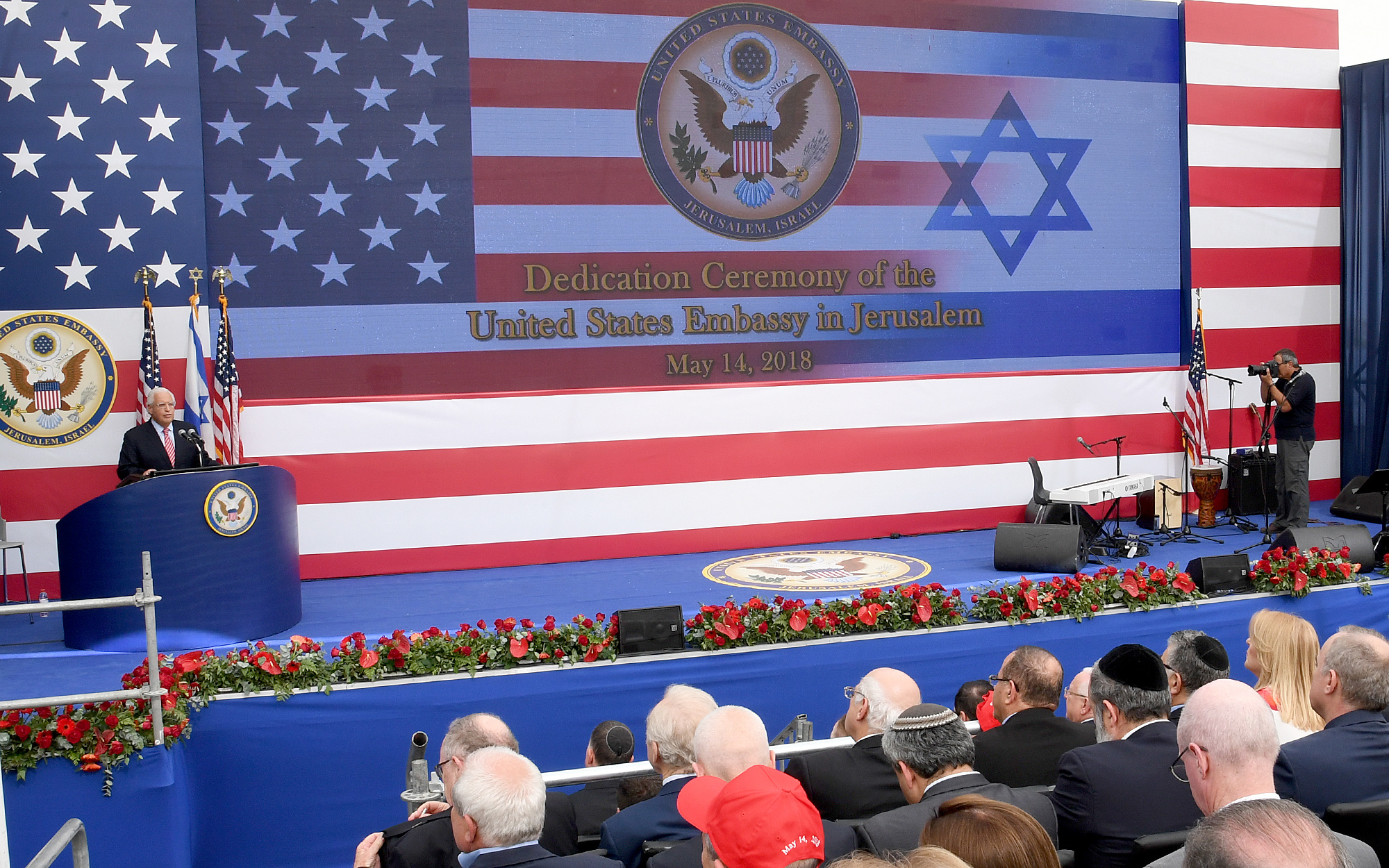
2018年5月14日，以色列耶路撒冷举行的奉献仪式。

2018年2月，美国政府宣布将于同年5月在耶路撒冷南部阿诺纳地区的美国领事馆大楼内开设大使馆，从而使特朗普的计划提前了一年。此举恰逢以色列国成立70周年。
参加2018年5月14日大使馆揭幕仪式的美国代表团包括特朗普政府官员史蒂芬·梅努钦、伊万卡·特朗普、贾里德·库什纳、罗伯特·谢瑞佛斯和约翰·哈吉。
国会两党议员对此举表示赞赏。民主党参议院少数党领袖查克·舒默表示“早就应该”这样做。 共和党参议员林赛·格雷厄姆和泰德·克鲁兹前往耶路撒冷参加美国大使馆开幕式。搬迁适逢加沙边境抗议活动升级，引起国际谴责。